# Niederachleiten

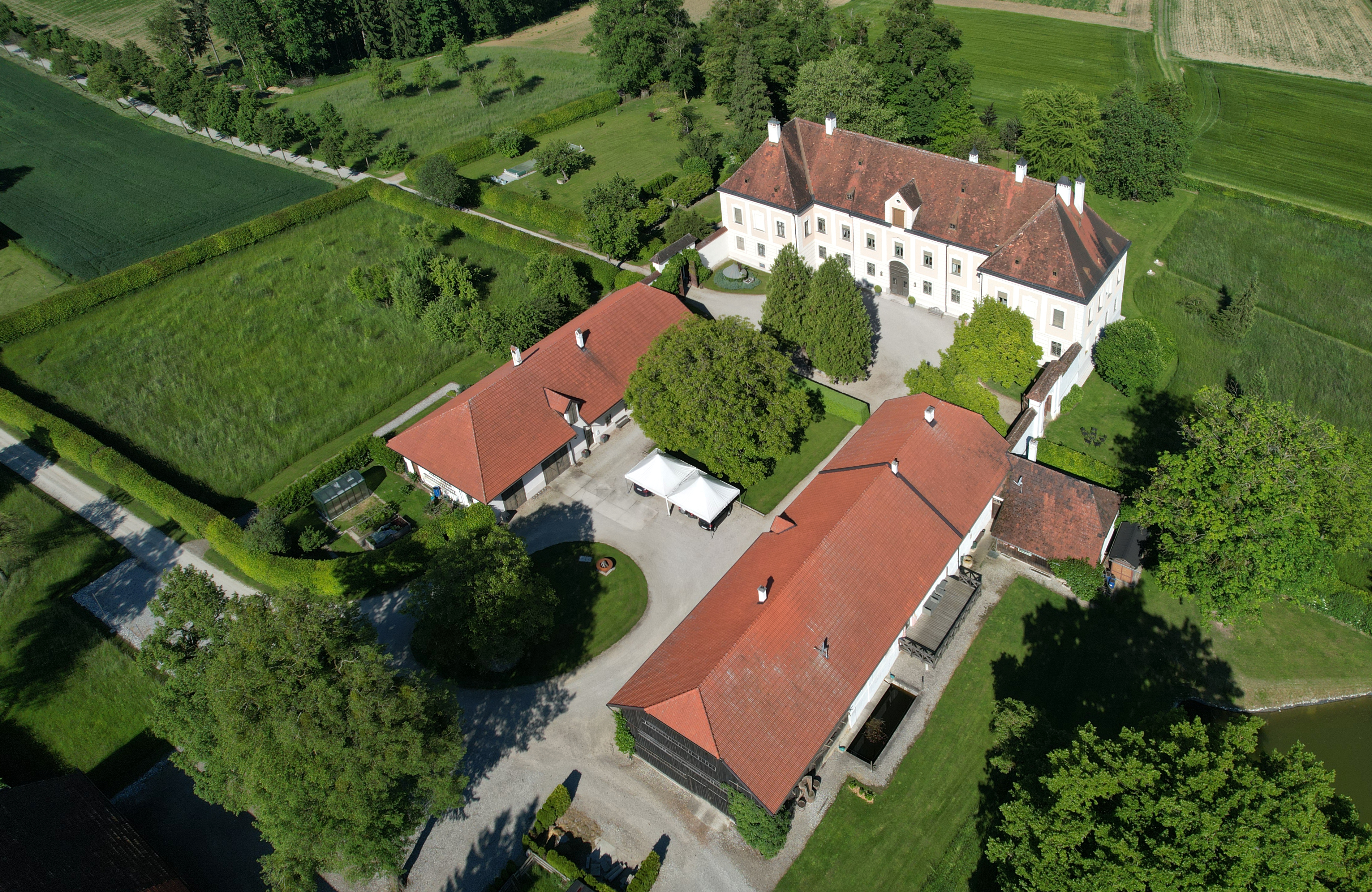
Schloss Achleiten bei Limbach, Sitz der Verwaltung (2021)

Die Herrschaft Niederachleiten war eine Grundherrschaft im Viertel ober dem Wienerwald im Erzherzogtum Österreich unter der Enns, dem heutigen Niederösterreich.

## Ausdehnung
Die Herrschaft, zu der auch das Gut Wolfering zählte und weiters der Ort Ruprechtshofen im Machland, umfasste zuletzt die Ortsobrigkeit über Strengberg, Limbach, Achleiten, Schickenhof, Buch, Gerstberg, Lampersberg, Berg, Mährnig, Linden, Mayerhofen, Plappach, Kroisbach, Haag, Au, Thürnbuch, Henning, Glandning, Lehofen, Haimberg, Koxeck, Musterharten, Thaling, Masnig, Oberramsau, Unterramsau und Ottendorf. Der Sitz der Verwaltung befand sich im Schloss Achleiten bei Limbach.

## Geschichte
Letzter Inhaber der Allodialherrschaft war Ludwig Heinrich August Freiherr von Blomberg zu Sylbach (1790–1857), Gesandter des Königreichs Württemberg in Österreich und später Gesandter in Frankfurt am Main. Nach den Reformen 1848/1849 wurde die Herrschaft aufgelöst.